# Austrolimnophila (Austrolimnophila) collessiana
Austrolimnophila (Austrolimnophila) collessiana is een tweevleugelige uit de familie steltmuggen (Limoniidae). De soort komt voor in het Australaziatisch gebied.